# Kanton Trinidad
Der Kanton (spanisch: Cantón) Trinidad ist ein Gemeindebezirk im Departamento Beni im Tiefland des südamerikanischen Anden-Staates Bolivien.

## Lage im Nahraum
Der Kanton Trinidad ist einziger Kanton in dem Municipio Trinidad in der Provinz Cercado. Es grenzt im Norden an das Municipio San Javier, im Westen an die Provinz Moxos, und im Süden und Südosten an die Provinz Marbán.
Im westlichen Teil des Kantons liegt die Stadt Trinidad mit 101.454 Einwohnern (Volkszählung 2012).

## Geographie
Der Kanton Trinidad hat ganzjährig ein tropisch heißes und feuchtes Klima. Die Jahresdurchschnittstemperatur beträgt 26 °C (siehe Klimadiagramm Trinidad), wobei sich die monatlichen Durchschnittstemperaturen zwischen Juni/Juli mit gut 23 °C und Oktober/Dezember von knapp 28 °C nur wenig unterscheiden. Der Jahresniederschlag beträgt fast 2000 mm und liegt somit mehr als doppelt so hoch wie die Niederschläge in Mitteleuropa. Höchstwerten von etwa 300 mm in den Monaten Dezember bis Februar stehen Niedrigwerte von etwa 50 mm im Juli/August gegenüber.

## Bevölkerung
Die Bevölkerungszahl in dem Kanton ist in den vergangenen beiden Jahrzehnten um etwa 40 Prozent angestiegen:
- 1992: 60.953 Einwohner (Volkszählung)
- 2001: 79.963 Einwohner (Volkszählung)
- 2012: 106.422 Einwohner (Volkszählung)[1]

Die Bevölkerungsdichte des Kantons beträgt 60 Einwohner/km² (2001), der Anteil der städtischen Bevölkerung ist 95,3 Prozent. (2012)
Die Lebenserwartung der Neugeborenen lag im Jahr 2001 bei 66,4 Jahren.
Der Alphabetisierungsgrad bei den über 19-Jährigen beträgt 94,8 Prozent, und zwar 97,0 Prozent bei Männern und 92,7 Prozent bei Frauen (2001).

## Gliederung
Der Kanton hat eine Fläche von 1.773 km² und gliedert sich in folgende Unterkantone (bolivianisch: vicecantones):
- 08-0101-0100-1 Trinidad – 101.454 Einwohner
- 08-0101-0100-3 Puerto Balivian – 344 Einw.
- 08-0101-0100-4 Puerto Barador – 813 Einw.
- 08-0101-0100-7 Casarabe – 915 Einw.
- 08-0101-0100-8 Villa Victoria – 15 Einw.
- 08-0101-0100-9 San Carlos – 44 Einw.
- 08-0101-0170-1 El Cerrito – 32 Einw.
- 08-0101-0170-2 Ibiato – 447 Einw.
- 08-0101-0170-3 San Juan de Agua Dulce – 170 Einw.
- 08-0101-0170-5 Loma Suarez – 886 Einw.
- 08-0101-0170-8 Puerto Almacen – 463 Einw.
- 08-0101-0171-0 Puerto Geralda – 214 Einw.
- 08-0101-0171-1 Los Puentes – 94 Einw.
- 08-0101-0171-2 Loma Suarez Dispersa – 20 Einw.
- 08-0101-0171-3 Mangalito – 63 Einw.
- 08-0101-0171-4 Casarabe Dispersa – 108 Einw.
- 08-0101-0171-6 Trinidad Disperso – 340 Einw.